# مشهد محذوف
مشهد محذوف (بالإنجليزية: Deleted scene)‏ يشير إلى حذف مقاطع الرقابة مقاطع من الافلام أو تم استبدال المشهد في النسخة النهائية من الفيلم.ويستخدم نفس المصطلح في عدد من المجالات منها ألعاب الفيديو.

## اسباب تودي إلى حذف المشاهد
- مشاهد الدماء والقتل
- الشتائم و الألفاظ النابية
- مشاهد التحريض على الكراهية والعنصرية